# Dongfeng Fengguang S560
La Dongfeng Fengguang S560 è un'autovettura del tipo SUV prodotta dal 2017 dalla casa automobilistica cinese DFSK Motor (joint venture tra la Dongfeng Motor Corporation e la Sokon). 
Sui mercati d’esportazione come Indonesia e alcuni mercati sudamericani viene venduta come DFSK Glory 560. L'S560 si posiziona sotto la più grande Dongfeng Glory 580.

## Descrizione
La Fengguang S560 è stata lanciato sul mercato cinese nel novembre 2017.
In Indonesia, dove viene venduta come DFSK Glory 560, è stata annunciata il 26 marzo 2019 e presentata al 27º Salone Internazionale dell'Automobile dell'Indonesia il 25 aprile 2019.. La Glory 560 è disponibile in tre allestimenti: B-Type, C-Type e L-Type. La B-Type e il C-Type sono disponibili solo col cambio manuale, mentre L-Type è disponibile anche con una trasmissione automatica a variazione continua CVT. 
A spingere la vettura ci sono solo due motorizzazioni benzina a quattro cilindri: il primo è un turbo da 1,5 litri ripreso dalla Glory 580 da 150 CV, mentre il secondo è un aspirato da 1,8 litri da 139 CV disponibile solo con l'allestimento L-Type. Oltre alla classica configurazioni dei sedili a 5 posti è disponibile anche una versione a 7 posti, nello schema 2-3-2.